# IC 4628
IC 4628 (nota talvolta anche col nome di Nebulosa Gambero o con la sigla RCW 116) è una grande nebulosa a emissione visibile nella costellazione dello Scorpione.
Si osserva nella parte meridionale della costellazione, poco a nord del brillante ammasso aperto NGC 6231, il quale si trova pure nel medesimo ambiente galattico; può essere fotografata con facilità utilizzando un telescopio e filtri adatti al rilevamento dell'idrogeno ionizzato. La sua declinazione è moderatamente australe e ciò fa sì che nell'emisfero settentrionale possa essere osservata solo a partire dalle regioni temperate medio-basse.
Si tratta di una regione H II che riceve direttamente la radiazione delle stelle massicce dell'associazione Scorpius OB1, di cui NGC 6231 costituisce il nucleo centrale. La principale stella ionizzante sarebbe, secondo uno studio del 1984, la gigante blu HD 152723, di classe spettrale O6; in questo studio si suggerisce inoltre una seconda stella, HD 332417, il cui numero probabilmente contiene un errore, dal momento che questa stella si trova in un'altra regione di cielo. Altre fonti suggeriscono che la sorgente ionizzante sia la stella HD 322417 (la quale probabilmente è da intendersi come la stessa che lo studio del 1984 intendeva riportare), anch'essa di classe O5 o O6, anche se questa potrebbe trovarsi a una distanza superiore rispetto alla regione di Scorpius OB1. Nella regione sono presenti una sessantina di sorgenti di varia natura, fra cui spiccano 19 sorgenti di radiazione infrarossa identificate dall'IRAS e 8 maser, fra cui 5 OH, uno ad acqua e uno a metanolo; alla nube sarebbe associata anche la stella Be MCW 1264 (HD 152291), una gigante brillante blu con forti emissioni. Uno studio del 2003 ha individuato in questa regione anche tre giovani ammassi profondamente immersi nei gas della nube e pertanto emananti radiazione infrarossa; questi ammassi, l'ultimo dei quali appare meno ricco, sono catalogati con le sigle [DBS2003] 113, 114 e 117.